# عائلة متوحشة
عائلة متوحشة (بالإنجليزية: Monster Family) أو عائلة سعيدة (بالإنجليزية: Happy Family) هو فيلم بريطاني-ألماني من نوع رسوم متحركة ورعب كوميدي, من إخراج وإنتاج هولجر تيب وكتابة دافيد سافيير الذي اقتبس الفيلم من قصصه للأطفال عائلة سعيدة. الفيلم من بطولة إميلي واتسون، نيك فروست، جيسيكا براون فيندلي، سيليا إيمري، كاثرين تيت وجايسون إسحاق.

## طاقم التمثيل
- إميلي واتسون بدور إيما ويشبون
- نيك فروست بدور فرانك ويشبون
- جيسيكا براون فيندلي بدور فاي ويشبون
- سيليا إيمري بدور شايين
- إيثان روز بدور ماكس ويشبون
- كاثرين تيت بدور بابا ياجا
- جايسون إسحاق بدور كونت دراكولا

## الاستقبال
حصل الفيلم على نسبة موافقة لم تتعدى 10% على موقع روتن توميتوز بناء على 21 مراجعة، بمتوسط تقييم بلغ 2,3/5 مع استطلاع جماهيري منح للفيلم تقييم 27%.

### شباك التذاكر
حقق الفيلم إيرادات بقيمة 127259 دولار في الولايات المتحدة، و 443269 في المملكة المتحدة، أما في ألمانيا فقد وصل الفيلم على 4692430 دولار، وفي باقدي بلدان العالم حقق 21178934 دولار, وبالتالي فمجموع ما وصل إليه الفيلم هو 26441982 دولار.

## وصلات خارجية
- عائلة متوحشة على موقع IMDb (الإنجليزية)
- عائلة متوحشة على موقع ميتاكريتيك (الإنجليزية)
- عائلة متوحشة على موقع روتن توميتوز (الإنجليزية)
- عائلة متوحشة على موقع نتفليكس (الإنجليزية)
- عائلة متوحشة على موقع ألو سيني (الفرنسية)
- عائلة متوحشة على موقع أول موفي (الإنجليزية)
- عائلة متوحشة على موقع بوكس أوفيس موجو (الإنجليزية)
- عائلة متوحشة على موقع فيلمافينيتي (الإسبانية)
- عائلة متوحشة على موقع قاعدة بيانات الفيلم (الإنجليزية)
- عائلة متوحشة على موقع ليتربوكسد (الإنجليزية)